# Marsek Gabi
Marsek Gabi (névváltozatok: Marsek Gabriella, Marschek Gabriella) (Budapest, 1948. július 23. –) magyar színésznő.

## Életpálya
1972-ben végzett a Színház- és Filmművészeti Főiskolán, Ádám Ottó osztályában, majd a Pécsi Nemzeti Színházhoz szerződött. 1973–1978 között a 25. Színház tagja volt. 1977-től a Népszínházban, 1983–1989 között a Nemzeti Színházban játszott. Naiva- és karakterszerepeket is sikeresen alakított. A gyerekek között is népszerű volt, a Tévé-ovi című sorozatban Éva óvónénit alakította, Zsófi óvónéni: Pártos Erzsi mellett . Szerepelt a Jancsó Miklós rendezte Mata Hari című zenés, ironikus játékban, mely az Astoria szálló Bárszínházában volt műsoron és a Mafilm Stúdió-színház produkciója volt. 1989-óta szabadfoglalkozású színművésznő. Vendégművészként szerepelt például a József Attila Színházban is. Az 1992-ben elhunyt ikertestvére Marsek Ottília, szintén színésznő volt.
2018-ban a Napút évkönyvben magáról az alábbiak nyilatkozta: 

„1990-ben férjhez mentem Meister János üzletemberhez, négy évet Kanadában éltem vele. Sorozatos családi tragédiák miatt hazaköltöztem. Négy év után a férjemmel elszakadtunk egymástól. Visszatérésem után nem találtam a helyem az akkori színházi világban. Ismét komoly döntést hoztam. A Fővárosi Szabó Ervin Könyvtárban könyvtárosként helyezkedtem el. Innen mentem nyugdíjba. Ezt a munkát szerettem, mert közel maradhattam az irodalomhoz, a művészetekhez és az emberekhez. Könyvtárosként sok színészkollégával találkoztam, köztük Helyey Lászlóval is, megörültünk egymásnak. Fodor Péter, a  Fővárosi Szabó Ervin Könyvtár főigazgatója, mindkettőnk jó barátja mondta, jó lenne, ha közös produkciót csinálnánk. Így került sor Szép Ernő Kávécsarnok című darabjának bemutatójára, valamint a Szilágyi Domokos-estre, mindkettőt Dávid Zsuzsa rendezte. Azóta is örömmel vállalok irodalmi esteket, színészi feladatokat.”

## Fontosabb színházi szerepei
- William Shakespeare: Lear király... Goneril
- Tamási Áron: Énekes madár... Eszter
- Fejes Endre: Cserepes Margit házassága... Dorogi Zsuzsanna
- Gerhart Hauptmann: Naplemente előtt... Paula
- Hernádi Gyula: Mata Hari... Mata Hari
- Zilahy Lajos: Fatornyok... Irén
- Kertész Ákos: Családi ház manzárddal... Angéla
- Páskándi Géza: A szélmalom lakói... Varsa Julis
- Horace McCoy: A lovakat lelövik, ugye?... Mattie
- Eugéne Cormon – Adolphe D'Ennery: A két árva... Geneviéve nővér
- Victor Hugo: A királyasszony lovagja... Egy duenna
- Makszim Gorkij: Jegor Bulicsov:... Varvara
- Valentyin Petrovics Katajev: Bolond vasárnap... Olga, Dr. Sokkova
- Móricz Zsigmond: Légy jó mindhalálig... Török Ilonka
- Arthur Miller: Játék az időért... Elzveta
- Peter Shaffer: Lettice és Lotte... Miss Framer
- Peter Weiss: Mockinpott úr kínjai és meggyógyíttatása... Mockinpott felesége
- Szép Ernő: Kávécsarnok... Fanny

## Filmek, tv
- Körülmények (1971)
- Reménykedők (1971)
- Madárkák (1971)
- Jó estét nyár, jó estét szerelem (1972)
- Tévé-ovi (1972)
- Szép maszkok (sorozat): A Z. utcai postarablás hiteles története (1974) Mia Mayo tévedése (1974) A helyettes, avagy méltatlanul elfeledett első magyar pokoljáró históriája (1974) A sárkányölő (1974)
- Ida regénye (1974)
- A medikus (1974)
- Makra (1974)
- Szürkezakós és a mama (1976)
- Sámán (1977)
- Júlia kisasszony (1978)
- Liszt Ferenc (sorozat) (1982)
- Viadukt (1983)
- Shakespeare: Vihar (1984)
- Álombolt (1988)
- Fagylalt tölcsér nélkül (1989)
- Az új földesúr (1989)
- A kis cukrászda (1989)
- Laurin (1989)
- Franka cirkusz (1990)